# Instituto de Física da Universidade Federal de Alagoas
O Instituto de Física da Universidade Federal de Alagoas, conhecido pela sigla IF, é uma das Unidades Acadêmicas da universidade, especializada no ensino, na pesquisa e na extensão na área de Física.

## O Instituto

### Docentes
O Instituto de Física possui um corpo docente formado por 29 professores, desses, 27 são doutores. Todos os professores do instituto possuem dedicação exclusiva a ele, além de ocuparem posições de destaque na pesquisa científica nacional, o que levou o instituto a receber uma avaliação Conceito 5 ("Muito bom") no seu programa de pós-graduação (Mestado/Doutorado em Física) pelo CAPES.

### Cursos
O Instituto oferece três cursos de graduação e dois programas de pós-graduação. No grupo de cursos de graduação, os cursos disponíveis são os de Bacharelado em Física e Licenciatura em Física (modalidades presencial e EaD).
No grupo da pós-graduação, são oferecidos dois programas: o Mestrado/Doutorado em Física e o Mestrado Nacional Profissional em Ensino de Física, esse último fazendo parte de uma parceria nacional por iniciativa da Sociedade Brasileira de Física (SBF). O primeiro programa é composto por dez grupos ou linhas de pesquisa:
- Acústica Física;
- Física Teórica e Computacional;
- Grupo de Óptica e Nanoscopia;
- Dinâmica de Sistemas Não Lineares e Quânticos;
- Grupo de Fotônica e Fluidos Complexos;
- Grupo de Dispositivos Fotônicos Integrados;
- Grupo de Líquidos Anisotrópicos e Polímeros;
- Grupo de Propriedades de Transporte [Eletrônico] em Sistemas de Baixa Dimensionalidade;
- Grupo de Nanofotônica e Imagens;
- Teoria de Campos e Partículas Elementares.

### Extensão
Como extensão, o Instituto oferece a Expofísica que é um evento anual promovido pelo Instituto de Física da UFAL (IF/UFAL) que se destaca como uma exposição pública do instituto de Física. Este evento é uma plataforma para apresentar atividades relacionadas à graduação e pós-graduação, envolvendo docentes, técnicos e estudantes do instituto. Além disso, ele tem como objetivo compartilhar as contribuições em termos de ensino, extensão e pesquisa realizadas pelo IF/UFAL com a comunidade universitária, alunos e professores do ensino médio e a população de Maceió e região, além da participação nas duas proeminentes olimpíadas nacionais de Física: a Olimpíada Brasileira de Física das Escolas Públicas (OBFEP) e a Olimpíada Brasileira de Física (OBF), ambas criadas e coordenadas pela Sociedade Brasileira de Física (SBF).

## História
O Instituto de Física (então chamado Departamento de Física) entrou em atividade no ano de 1974 em decorrência da abertura do Curso de Licenciatura em Ciências (opção Física) na universidade. Ao longo dos anos, o departamento passou por diversas transformações, recebendo pela primeira vez em 1979 professores doutores, que acabaram por impulsionar a pesquisa em Física por meio de projetos Finep de grande porte.
No final da década de 1980 e começo da década de 1990, mais precisamente nos de 1987 e 1992, foram criados três cursos no departamento: Licenciatura Plena em Física e Barachelado em Física (nível graduação) e Mestrado em Física da Matéria Condensada, o primeiro do programa de pós-graduação do departamento.
Em 1999, mantendo sua política de formação de professores e pesquisadores, o Curso de Doutorado em Física da Matéria Condensada foi recomendado pela CAPES. Desde então o Departamento de Física tem se expandido com a presença de estudantes de Mestrado, Doutorado, Pós-doutorado, professores visitantes, enriquecendo e expandindo suas linhas de pesquisa (óptica não linear, óptica quântica, sistemas complexos, física computacional, fotônica e biofotônica, sistemas biológicos, fluidos complexos, etc).
Em 2006, por conta da promulgação do novo Estatuto da UFAL, o Departamento de Física foi elevado ao patamar de Unidade Acadêmica, recebendo o nome pelo qual é conhecido atualmente.

### Metas do Instituto
O IF tem como meta formar Licenciados para atuarem na área de ensino de Física e formar Bacharéis que normalmente alimentam a nossa e outras Pós-Graduações (PG), que os habilitará para o exercício do Magistério Superior ou a pesquisa em diversas áreas.
O IF também possui Programas de Iniciação Cientifica, Monitoria, Extensão, com bolsistas desenvolvendo trabalhos científicos nas diversas áreas de pesquisa.

### Graduação
- Bacharelado em Física: O Perfil do profissional formado é do Físico–Pesquisador – Voltado especificamente para a pesquisa básica e aplicada em universidades e centros de pesquisa.
  - Sobre o curso: A graduação em Física na UFAL teve início no ano de 1974, com a implantação do curso de licenciatura em ciências, opção física, de acordo com a resolução 30/74-CFE (Conselho Federal de Educação).  A partir de 1979, o departamento começou a passar por uma transformação no seu quadro docente com a chegada de professores doutores que voltavam de seus doutorados no exterior e que conseguiram submeter com sucesso projetos Finep de grande porte, fazendo com que o departamento se tornasse um celeiro de pesquisas, com infra-estrutura apropriada para este fim, passando a assinar periódicos especializados, organizando uma biblioteca, montando laboratórios, implantando uma secretaria de projetos para buscar verbas federais para pesquisa, entre outras ações.
- Licenciatura em Física (Noturno e EAD): O Perfil do profissional formado é  para atuar principalmente no magistério da Educação Básica, seja na docência da sua área de competência, a Física, ou na gestão do trabalho educativo.
  - Sobre o curso: O curso de graduação em Física da UFAL foi criado em 1974 com a implantação do Curso de Licenciatura em Ciências. Apenas em 1987 houve a separação entre as modalidades de Licenciatura Plena em Física e Bacharelado em Física.  O projeto pedagógico atual foi iniciado em 2006, quando o Departamento de Física se transformou em Instituto de Física, e o regime acadêmico dos cursos de graduação da UFAL passou a ser semestral.  O curso de Licenciatura em Física da UFAL visa formar profissionais capazes de atuar principalmente no magistério da Educação Básica, seja na docência da sua área de competência, a Física, ou na gestão do trabalho educativo.
  - Sobre o curso EaD: O curso é organizado em módulos, na modalidade a distância, com momentos presenciais no início e término de cada módulo com avaliação presencial. Cada unidade letiva é planejada coletivamente pela equipe docente do curso, articulando o programa de ensino em cada semestre curricular e entre estes.  O curso exige um sistema tutorial que é uma organização institucional envolvendo professores e orientadores acadêmicos, procedimentos administrativos, tecnológicos e educacionais que no conjunto objetivam particularmente o atendimento às necessidades de ensino-aprendizagem do aluno na modalidade de EAD, tendo como referência a disponibilização de informações e recursos didático-pedagógicos que possibilitem os estudos de forma autônoma com qualidade e promovam a interação humana fundamental para o processo de aprendizagem.

### Pós Graduação
- Mestrado;
- Doutorado.

A finalidade do Curso de Pós-Graduação em Física do Departamento de Física da UFAL é capacitar o estudante a realizar pesquisa científica em Física, visando a formação de quadros qualificados pela Universidade, de forma a incentivar o desenvolvimento científico e tecnológico do estado e do país. Especificamente o curso visa a ampliação dos conhecimentos adquiridos na graduação, bem como o domínio de métodos e técnicas de investigação científica.

#### Programa de Pós-Graduação
O programa de pós-graduação em Física da UFAL teve sua origem em 1992, quando a CAPES concedeu a recomendação para o mestrado. Isso marcou um momento histórico de grande importância, pois representou o resultado dos esforços empreendidos durante a década de 1980 para fortalecer grupos de pesquisa altamente qualificados, capazes de conduzir projetos atuais e formar novos pesquisadores. Durante essa década, esses grupos direcionaram suas atividades de pesquisa para áreas como Física Estatística, Estado Sólido e Óptica. Eles contavam com uma infraestrutura laboratorial adequada às necessidades de seus projetos e colaboravam com grupos de pesquisa já estabelecidos em outras instituições.
O corpo docente inicial do programa era composto pelos seguintes professores: Artur da Silva Gouveia Neto, Enaldo Fonseca Sarnento, Evandro José Tavares de Araújo Gouveia, Heber Ribeiro da Cruz, Jandir Miguel Hickmann, Jenner Barreto Bastos Filho, José Carlos Cressoni, José Euclides de Oliveira, Marcelo Leite Lyra, Maria Tereza de Araujo, Roberto Jorge Vasconcelos dos Santos, Solange Bessa Cavalcanti e Uriel de Souza.
Desde os primeiros anos de funcionamento, o programa colocou um forte foco na qualidade da formação de seus alunos de pós-graduação. Além de garantir uma base sólida em física fundamental por meio de disciplinas avançadas em Eletrodinâmica Clássica, Mecânica Quântica e Mecânica Estatística, o programa sempre se esforçou para desenvolver projetos de dissertação de mestrado que abordassem tópicos atuais de grande interesse científico. A primeira dissertação foi defendida em 11/10/1994 por Marcos Vinicios Dias Vermelho, que atualmente integra o corpo docente do programa. Sob a orientação do professor Artur da Silva Gouveia Neto, essa dissertação resultou na publicação de dois artigos científicos. As primeiras dissertações defendidas no programa também contribuíram para a publicação de vários outros artigos em prestigiados periódicos internacionais, sendo dignos de nota quatro publicações que atualmente acumulam mais de 100 citações.
O sucesso inicial do programa de pós-graduação foi o principal motivo que levou a CAPES a recomendar o estabelecimento do programa de doutorado em 1999, representando outro marco importante no desenvolvimento das atividades de pesquisa e formação. A produção científica cresceu substancialmente com a realização das teses de doutorado. A primeira tese foi defendida em 07/04/2003 por Pedro Valentim dos Santos, que atualmente é docente no Instituto de Física da UFAL. Sob a orientação do professor Artur da Silva Gouveia Neto, essa tese resultou na publicação de sete artigos científicos. Desde o início do programa de doutorado, as linhas de pesquisa se expandiram, e o corpo docente aumentou em resposta à crescente demanda. Novos grupos de pesquisa foram estabelecidos e novos laboratórios foram equipados. O programa conquistou um sólido reconhecimento tanto a nível nacional como internacional, atraindo alunos de diversos estados do Brasil e da América Latina. Em 2010, a CAPES elevou a classificação do programa para 5, em reconhecimento à consolidação de suas atividades de pesquisa e formação. Sob a orientação dos professores Marcelo Leite Lyra e Italo Marcos Nunes de Oliveira, a tese de doutorado de Maria Socorro Seixas Pereira recebeu menção honrosa no Prêmio Professor José Leite Lopes de Melhor Tese de Doutoramento de 2011, concedido pela Sociedade Brasileira de Física (SBF).
Desde o início, o programa formou mais de 130 mestres e mais de 50 doutores, contribuindo significativamente para a preparação de profissionais altamente qualificados para atuarem em instituições de ensino e pesquisa. A produção científica do programa se aproxima de 1.000 artigos publicados, com esses artigos recebendo mais de 13.000 citações.